# Billet de 2000 lei
Recto
Verso
Chronologie
- -
Un billet de 2000 lei fut émis par la Roumanie en 1999 pour célébrer l'éclipse solaire totale du 11 août 1999.

## Contexte
Pour célébrer l'éclipse solaire du 11 août 1999, la Banque nationale de Roumanie (BNR) a émis un billet de banque de deux mille lei. Cette éclipse solaire totale, la dernière du IIe millénaire, fut visible dans le sud de la Roumanie. Puisqu'il s'agissait de la dernière éclipse totale du millénaire, la dénomination de 2000 a été choisie, en rapport avec l'année suivante. Ces billets ont cours légal.

## Conception
Le billet de banque a été conçu par l'artiste roumain Nicolae Săftoiu, qui est crédité des dessins sur lesquels sont basés tous les billets de banque roumains imprimés depuis la révolution de 1989. En prévision du nouveau millénaire, l'avers du billet présente un rendu du système solaire vu de loin, montrant toutes les planètes tournant autour du Soleil.
Le verso du billet montre un contour de la carte de la Roumanie avec les couleurs disposées pour correspondre aux couleurs du drapeau roumain. La carte marque les principaux points où l'éclipse solaire était visible sur un chemin se déplaçant le long de la carte d'ouest en est.
Les billets ont été imprimés en utilisant une méthode d'impression connue sous le nom d'impression offset. L'impression offset est une technique d'impression couramment utilisée où l'image encrée est transférée (ou « offset ») d'une plaque à un blanchet en caoutchouc, puis finalement sur la surface d'impression[réf. nécessaire].

### Principaux éléments de sécurité

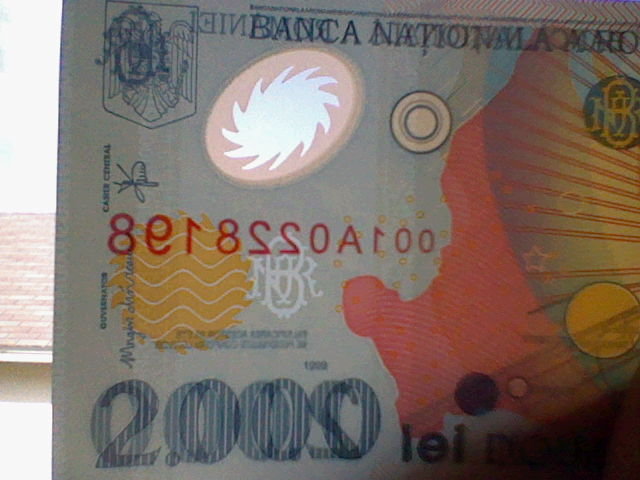
Éléments de sécurité, dont le fil, la fenêtre transparente et l'image fantôme.

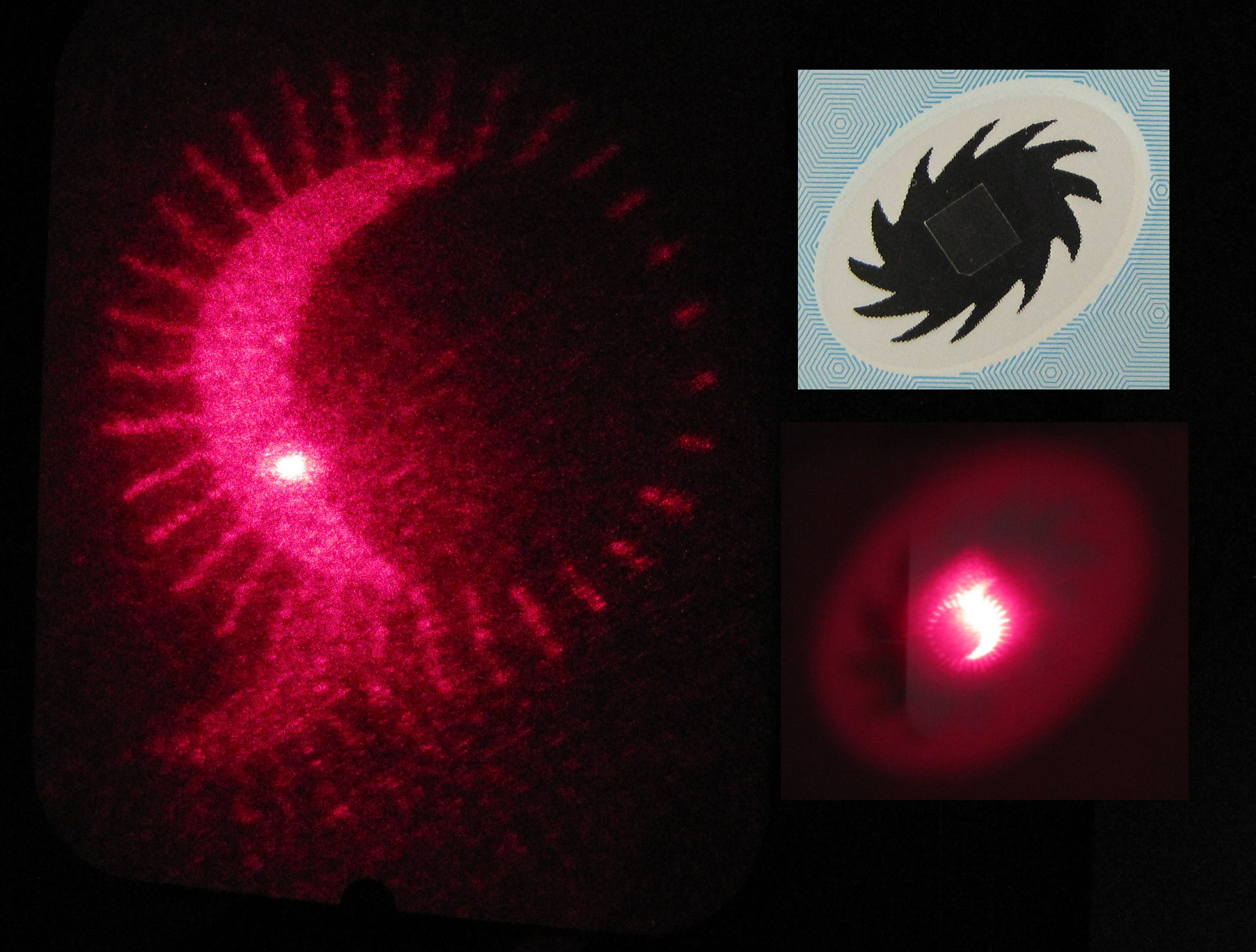
Images de l'hologramme de transmission. Montré dans le sens des aiguilles d'une montre à partir d'en haut à droite : l'hologramme (le carré), vue à travers l'hologramme en regardant une source de lumière ponctuelle unicolore au loin, et projection de l'hologramme dans le champ lointain en faisant passer un laser à travers.

Les éléments de sécurité comprennent :
- Fenêtre transparente - spéciale dans les billets spécifiquement en polymère. C'est une fenêtre ouverte, claire et en plastique dans le billet qui est difficile à contrefaire.
- Image fantôme (filigrane) - comprend le logo de la BNR. Cette image peut être vue lorsque le billet de banque est tenu à la lumière et est intégré dans le billet en plastique.
- Enregistrement transparent - image optique transparente de chaque côté du billet pour s'assurer qu'elle n'a pas été imprimée à l'aide d'une contrefaçon, auquel cas elle ne correspondrait pas et ne s'alignerait pas.
- Fil imprimé - un fil noir qui peut être vu lorsqu'il est tenu à la lumière[réf. nécessaire].
- Hologramme de transmission - La fenêtre transparente comprend un hologramme de transmission représentant la Lune éclipsant le Soleil.

## Dossier commémoratif
Afin de susciter l'intérêt des collectionneurs de devises, la BNR a également publié des dépliants commémoratifs spéciaux avec les billets de banque. Ceux-ci furent limités à 1 million d'exemplaires et chacun contenait un billet de banque spécial et avec un faible numéro avec la série 001A[réf. nécessaire].